# Curculigo seychellensis
Curculigo seychellensis är en enhjärtbladig växtart som beskrevs av Wenceslas Bojer och John Gilbert Baker. Curculigo seychellensis ingår i släktet Curculigo, och familjen Hypoxidaceae. IUCN kategoriserar arten globalt som livskraftig.
Artens utbredningsområde är Seychellerna. Inga underarter finns listade i Catalogue of Life.